# Turnera pinifolia
Turnera pinifolia är en passionsblomsväxtart som beskrevs av Jacques Cambessèdes. Turnera pinifolia ingår i släktet Turnera och familjen passionsblomsväxter. Inga underarter finns listade i Catalogue of Life.